# Ernst F. Jung
Ernst Felix Jung (* 19. August 1910 in Köln; † nach 1992) war ein deutscher Historiker und Autor.

## Leben
Jung studierte nach dem Abitur Geschichte, Germanistik und Archäologie. Nach dem Examen, in dem sich Jung mit der römischen Germanenpolitik in der Antike befasste, arbeitete er als Gymnasiallehrer für Deutsch und Geschichte und später als Studiendirektor in Bergisch Gladbach.
Einer breiten Leserschaft wurde Jung durch zahlreiche Romane, Jugendromane und wissenschaftliche Sachbücher bekannt. Auch hier lag ein Schwerpunkt auf dem antiken Rom.

## Werke (Auswahl)
- Sie bezwangen Rom. Econ, Düsseldorf 1976, ISBN 3-430-15151-1.
- In den Krallen des römischen Adlers. Boje-Verlag, Stuttgart 1978, ISBN 3-414-11000-8.
- Der Weg ins Jenseits. Econ, Düsseldorf 1983, ISBN 3-430-15149-X.
- Der Nibelungen Zug durchs Bergische Land. Heider, Bergisch Gladbach 1986, ISBN 3-87314-165-5.
- Der Kampf um Rhein und Reich. Frieling, Berlin 1992, ISBN 3-89009-279-9.
- Die Germanen. Von der Frühzeit bis zu Karl dem Großen. Weltbild-Verlag, Augsburg 1993, ISBN 3-89350-546-6.